# Gmina zbiorowa Gartow
Gmina zbiorowa Gartow (niem. Samtgemeinde Gartow) – gmina zbiorowa położona w niemieckim kraju związkowym Dolna Saksonia, w powiecie Lüchow-Dannenberg. Siedziba gminy zbiorowej znajduje się w miejscowości Gartow. Najbardziej na wschód położona gmina zbiorowa kraju związkowego.

## Położenie geograficzne
Gmina zbiorowa Gartow jest położona we wschodniej części powiatu Lüchow-Dannenberg. Jest najbardziej na wschód położoną gminą zbiorową w Dolnej Saksonii. Graniczy od zachodu z gminą zbiorową Lüchow (Wendland). Od południa, wschodu i północy przebiega granica gminy, powiatu i landu z krajami związkowymi Saksonia-Anhalt i Brandenburgia; w tym od południa z dzielnicami miasta Arendsee (Altmark): Schrampe i Ziemendorf ze wspólnoty administracyjnej Arendsee-Kalbe w powiecie Stara Marchia Salzwedel i od wschodu z Aulosen – dzielnicą gminy Aland oraz Gollensdorf – dzielnicą gminy Zehrental ze wspólnoty administracyjnej Seehausen (Altmark) w powiecie Stendal w Saksonii-Anhalt oraz od północy z gminą Lenzerwische i miastem Lenzen (Łaba) z urzędu Lenzen-Elbtalaue w powiecie Prignitz w Brandenburgii. Północną granicę gminy stanowi Łaba. Dużą część zajmują lasy Gartower Tannen. Przez środek gminy płynie Seege, mały lewy dopływ Łaby.

## Podział administracyjny
W skład gminy zbiorowej Gartow wchodzi pięć gmin, w tym: jedno miasto (Stadt), jedno miasto (Flecken) i trzy gminy (Gemeinde). Na jej terenie leży również jeden obszar wolny administracyjne (gemeindefreies Gebiet), który nie należy do gminy zbiorowej:
1. Gartow
2. Gorleben
3. Höhbeck
4. Prezelle
5. Schnackenburg
6. Gartow – obszar wolny administracyjnie

## Współpraca
- gmina Sokołów Podlaski, Polska od 1999